# 品达
品达（約公元前518年－前438年），古希腊抒情诗人。他被后世的学者认为是九大抒情诗人之首。当时，希腊盛行体育竞技，竞技 活动又和敬神的节日结合在一起，品达在诗中歌颂奥林匹克运动会及其他泛希腊运动会上的竞技胜利者和他们的城邦。他写过十七卷诗，只传下四卷。他的诗里有泛希腊爱国热情和道德教诲；他歌颂希腊人在萨拉米之役(公元前480年)中获得胜利；他认为人死后的归宿取决于他们在世时的行为。他的诗风格庄重，词藻华丽，形式完美。品达的合唱歌对后世欧洲文学有很大影响，在十七世纪古典主义时期被认为是“崇高的颂歌”的典范。
昆體良如是評價品達：「九大抒情詩人之中，尤以品達最爲出類拔萃。他偉大的靈感，他美麗的思想與修辭，他豐富多彩的語言和敘事，他如同洪水一般的口才，所有這一切正如賀拉斯所言，讓他的作品無可比擬。」然而即使對古希臘人來說品達的語言也尤爲艱深難懂；在歐波利斯看來，對深淵學問不感興趣的大多數人來說，品達的詩已經如同失語一般。出於這些原因，儘管品達的美名一直傳至今日，他的作品已經鮮少有人拜讀。

## 風格
品達的作品所傳達的思想反映了古典時期之前，上古古風時期希臘人的信仰與價值觀。對古風時期的希臘人來說，生命是艱難而短暫的，時刻都可能會受到外界毀滅性的打擊；然而他們卻堅定的信仰在神的眷顧下人同樣可以達成偉大的功績。這一信仰在品達的第八首皮媞亞勝利曲中得到了最經典的表述：
-{ἐπάμεροι· τί δέ τις; τί δ’ οὔ τις; σκιᾶς ὄναρ

ἄνθρωπος. ἀλλ’ ὅταν αἴγλα διόσδοτος ἔλθῃ,

λαμπρὸν φέγγος ἔπεστιν ἀνδρῶν καὶ μείλιχος αἰών.}- 

曇花一現者：「有人」又是什麼？「無人」又是什麼？人是

影子的夢。然而當宙斯賜予的光輝來到人間，

閃耀的光芒籠罩在英雄們的身上，

他們的一生也會是幸福的。
從語言的角度上，品達擅長運用複雜的合成詞與大量的裝飾性形容詞，而他的句子往往極其精煉，甚至給人以文辭弔詭的印象。他的詩在句與句之間的過渡往往難以捉摸，卻又充滿了生動的比喻與隱喻，因此即便是對於無法追尋他的詩的內在邏輯的讀者來說也同樣是難忘的體驗。有評論家如是說：
「品達的魅力並非來自他贊美的運動員的家世……而是來自他恢宏的語言與那神似黃昏紫金色天空一般的意境。」 – F. L. Lucas
「品達的想象力往往能夠將神與英雄充滿戲劇性的形象栩栩如生的刻畫出來……他擁有一種獨一無二、無可比擬的恢宏文風，雖然有時被他壯麗的詞彙襯托而出但卻不依賴於後者，而是用樸素的文字也可以製造出魔幻的效果。與之相伴的是他時而流暢明快的文筆，不論是從一個景象到另一個景象，還是從一個主題過渡到下一個主題，他的語氣永遠是一位講着德爾斐神諭的先知。」
 – Richard Claverhouse Jebb

## 作品
品达的作品藏于亚历山大图书馆，被汇编成册：
- 1册 paianes “阿波罗赞歌”
- 2册 dithuramboi “狄俄倪索斯赞歌”
- 1册 prosodia “前奏”
- 3册 parthenia “少女之歌”
- 1册 huporchemata “舞曲”
- 1册 enkomia “颂歌”
- 1册 threnoi “挽歌”
- 4册 epinikia “胜利曲”

其中只有胜利曲被完整保留了下来，分爲：奧林匹克勝利曲、皮媞亞勝利曲、尼米亞勝利曲、地峽勝利曲，每一曲都爲同名的運動會冠軍所作。

## 引用
1. ↑  The Greek and Roman critics: "The odes of Pindar (518-438B.C.), written for the most part to celebrate victories in athletic contests, are interspersed with moral and philosophical reflections"
2. ↑  Quintilian 10.1.61 （页面存档备份，存于）; cf. Pseudo-Longinus 33.5 （页面存档备份，存于）.
3. ↑  Eupolis F366 Kock, 398 K/A, from Athenaeus 3a, (Deipnosophistae, epitome of book I)
4. ↑  Lawrence Henry Baker. . The Sewanee Review. 1923, 31 (1): 100–110. JSTOR 27533621.
5. ↑  Pindar (1972) Introduction p. xv
6. ↑  de Romilly, p. 37.
7. ↑  Pind. P. 8.95ff.
8. ↑  de Romilly, p. 38
9. ↑  Lucas, F. L. . Macmillan Company, New York. 1951: 262.
10. ↑  Jebb, Richard (1905) Bacchylides: the poems and fragments （页面存档备份，存于）, Cambridge University Press, p. 41